# Batis molitor
Batis molitor là một loài chim trong họ Platysteiridae.